# Свети Атанасий (Нигрита)
Вижте пояснителната страница за други значения на Свети Атанасий.
„Свети Атанасий“ (на гръцки: Αγίου Αθανασίου) е късновъзрожденска православна църква в македонското градче Нигрита, Гърция, част от Сярската и Нигритска епархия. Храмът е едната от двете енорийски църква в града. Построен е в 1906 година върху основите на по-стара църква. В архитектурно отношение представлява трикорабна сводеста базилика без купол. Осветена е в 1950 година от митрополит Константин Серски и Нигритски. Изписана е в 1990 година.
Към енорията принадлежат и параклисите „Свети Фанурий“ и „Рождество Богородично“.